# Zentraler Omnibusbahnhof Flensburg

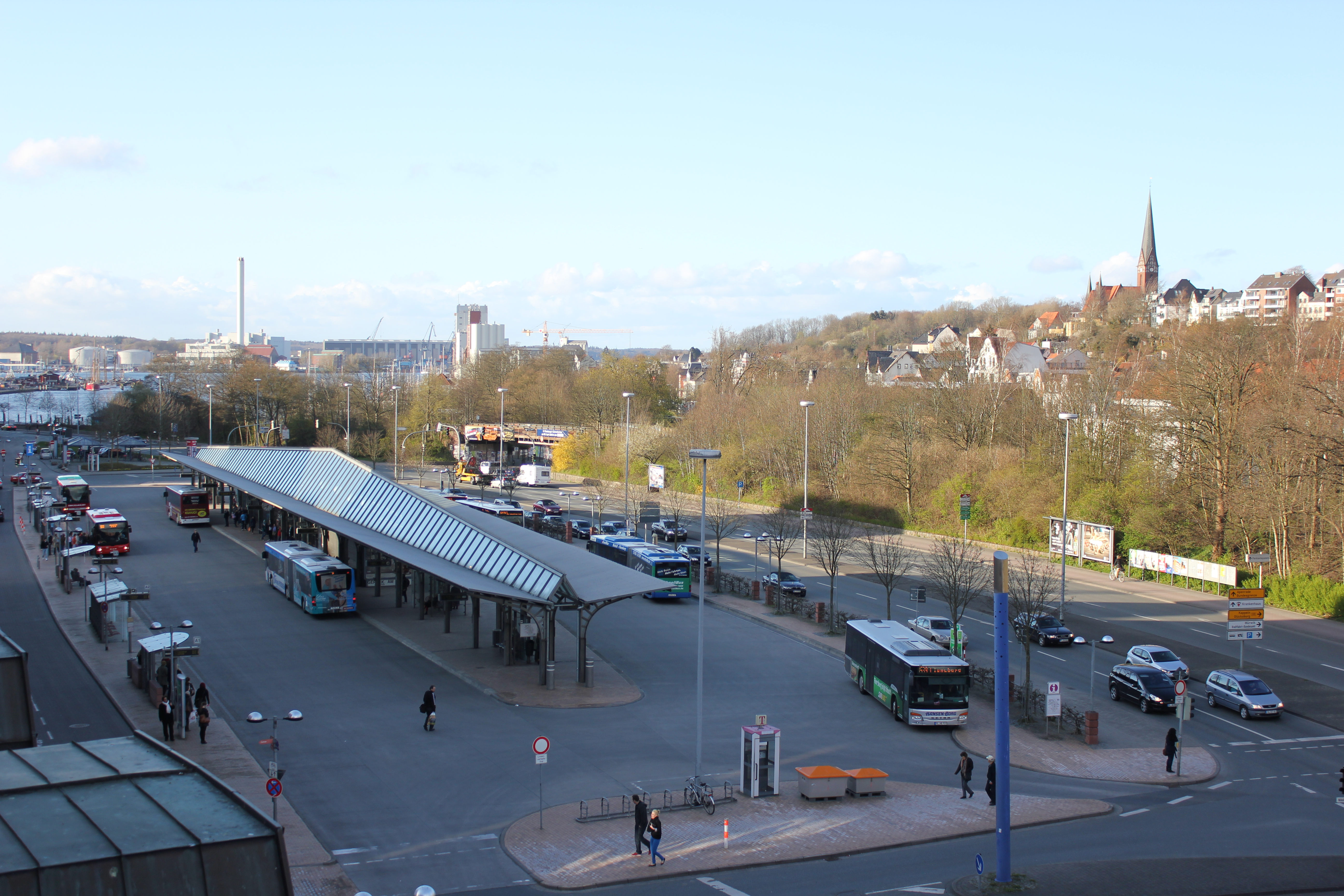
Der ZOB befindet sich unweit der Hafenspitze an der Flensburger Förde (Foto April 2012)

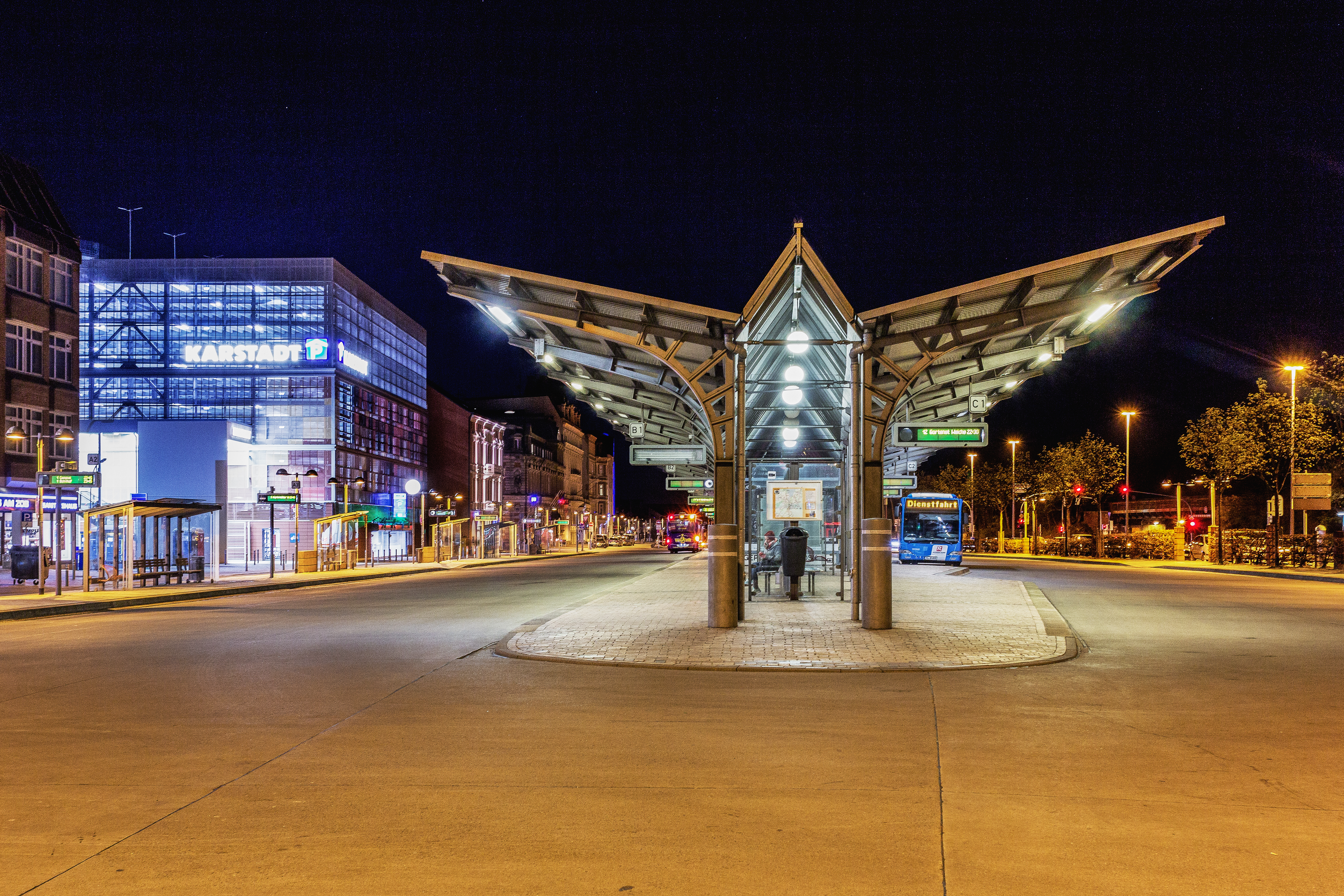
Der Flensburger ZOB bei Nacht, 2015

Der Zentrale Omnibusbahnhof (ZOB) Flensburg (Petuh: (s)zum ollen Bahnhof) ist der drittgrößte in Schleswig-Holstein. Er ist die zentrale Haltestelle für den Nah- und Fernbusverkehr von und nach Flensburg. Dort halten die Linien der Aktivbus Flensburg, Autokraft, Rohde Verkehrsbetriebe und Fördebus. Der ZOB Flensburg war 1931 der erste Busbahnhof Deutschlands.

## Geschichte
Mitten in der Flensburger Innenstadt, am Platz des alten Staatsbahnhofs von 1884, entstand auf Initiative des Stadtverordneten Jacob Clausen Möller Deutschlands erster Autobus-Bahnhof, der am 31. Dezember 1931 eingeweiht wurde. Nach seiner Eröffnung gab der Volksmund ihm den Namen Gummibahnhof. Zuvor befand sich der Ankunfts- und Abfahrtspunkt für Buslinien in der Roten Straße, eine Gasse, die sich mit der Zeit als zu klein für die größer werdenden Fahrzeuge erwies. Während der neue Flensburger Bahnhof an seine heutige Stelle am Mühlenteich verlegt worden war, entwickelte sich aber der neue Zentrale Omnibusbahnhof dank seiner zentralen Lage nah am Flensburger Hafen zum neuen Verkehrsknotenpunkt der Stadt, an dem der Überlandverkehr mit Passagieren und Fracht abgewickelt werden konnte.
Nach einer Vergrößerung des ZOBs 1951 wurde 1955 ein neues Bahnhofsgebäude nach Entwürfen des Architekten Georg Rieve gebaut. Der Frachtverkehr der Bahnstrecke wurde 1975 eingestellt. Ein grundlegender Umbau und eine Sanierung des Omnibusbahnhofes erfolgte 1997/98. Das markante ZOB-Gebäude, von den Flensburgern, scherzhaft UFO genannt, wurde dabei abgerissen, was teilweise bis heute noch von den Einwohnern der Stadt bedauert wird. Ein architektonisch ähnliches Gebäude aus den 1950er Jahren existiert heute noch mit dem Kneipp-Haus im Stadtteil Jürgensby.

## Statistik
1939 wurden über 725.000 Fahrgäste gezählt, im Jahr 1981 nutzten nach der Einstellung der Flensburger Straßenbahnlinien über zwölf Millionen Fahrgäste den ZOB. Laut Statistik von 1998 war der ZOB an normalen Wochentagen Drehscheibe für 26.000 Fahrgäste und rund 1000 Busse.

## Umliegende Bebauung und weitere Infrastruktur
- Der ZOB-Kiosk hat seinen Platz auf den Bussteigen B und C.
- Die von der Bundesstraße 199 kommende Landstraße 249 mündet in der Kreisstraße 28 zu der die Straßenverbindung Süderhofenden und Hafendamm gehört. Diese Straßenverbindung führt wiederum über der Nordstraße auf die Bundesstraße 199. Auf Grund dieser Straßenverbindung sowie einer weiteren Straßenverbindung in Richtung Harrislee und deutsch-dänische Grenze liegt der ZOB im zentralen, stark frequentierten Verkehrsknotenpunkt der Stadt.
- Flensburger Hafenbahn östlich vom ZOB. Durch das Mauseloch, einen Fußgängertunnel unter dem Bahndamm, gelangt man ins Johannisviertel. Dort informiert eine Tafel über die Geschichte des ZOB, dessen Standort ursprünglich direkt am Bahndamm lag.
- Flensburger Hafen mit seinen Bootsanlegern, nordöstlich vom ZOB. Die Hafenspitze markiert den Beginn der Flensburger Förde.
- UCI Kinowelt, das größte Kino der Stadt liegt wie die restliche Bebauung westlich des ZOBs.
- Ibis budget Flensburg City und das Hotel „Alte Post“ sind zwei Hotels mit direkter Lage zum ZOB.
- Casino Flensburg, eine Spielbank
- Europa-Haus, ein Geschäftshaus mit Ladenlokal (Imbisslokal) im Erdgeschoss. Bis 1992 beherbergte das Gebäude das Bahnhofshotel/Hotel Europa, in dem zahlreiche Berühmtheiten abstiegen.
- Holm-Passage, eine Passage mit verschiedenen Einkaufsmöglichkeiten, führt ebenfalls zum Holm.
- Ein Bäcker sowie eine Filiale von Subway bieten den Wartenden am ZOB unter anderem Fastfood-Gelegenheiten

## Linien
Stand 11. Dezember 2023
| Linie | Linienverlauf                                                                       | Busstieg |
| ----- | ----------------------------------------------------------------------------------- | -------- |
| 1     | Krusau (DK) → ZOB → Bahnhof                                                         | A2       |
| 1     | Bahnhof → ZOB → Krusau                                                              | B4       |
| 2     | Am Lachsbach → ZOB → Am Lachsbach                                                   | A3       |
| 3     | Frösleeweg → ZOB → Solitüde                                                         | A1       |
| 3     | Solitüde → ZOB → Frösleeweg                                                         | B3       |
| 4     | Marienhölzungsweg → ZOB → Campus Uni                                                | A3       |
| 4     | Solitüde → ZOB → Frösleeweg                                                         | B3       |
| 5A    | ZOB → Bahnhof → Sünderup → Hestoft → Sonwik → ZOB (Ringlinie)                       | A2       |
| 5B    | ZOB → Sonwik → Hestoft → Sünderup → Bahnhof → ZOB (Ringlinie)                       | B2       |
| 7     | Krusau → Am Lachsbach → ZOB → Tremmerup                                             | A1       |
| 7     | Tremmerup → ZOB → Am Lachsbach                                                      | B4       |
| 8A    | ZOB → Bahnhof → Tarup → Adelbylund → ZOB (Ringlinie)                                | A4       |
| 8B    | ZOB → Adelbylund → Tarup → Bahnhof → ZOB (Ringlinie)                                | B4       |
| 12    | ZOB → Gartenstadt Weiche                                                            | C1       |
| 12    | Gartenstadt Weiche → ZOB                                                            | B1       |
| 14    | ZOB → Förde Park                                                                    | C2       |
| 14    | Förde Park → Technologiezentrum → ZOB                                               | B1       |
| 21    | Bahnhof → ZOB → Meierwik → Glücksburg                                               | B5       |
| 21    | Glücksburg → Meierwik → ZOB → Bahnhof                                               | A0       |
| 22    | Bahnhof → ZOB → Wees → Glücksburg                                                   | B5       |
| 22    | Glücksburg → Wees → ZOB → Bahnhof                                                   | A0       |
| 33    | ZOB → Handewitt                                                                     | C4       |
| 33    | Handewitt → ZOB                                                                     | B1       |
| 37    | ZOB → Harrislee → Handewitt                                                         | B6       |
| 37    | Handewitt → Harrislee → ZOB                                                         | B1       |
| 38    | ZOB → Weding                                                                        | C5       |
| 38    | Weding → ZOB                                                                        | B1       |
| 39    | ZOB → Harrislee → Pattburg/Grenze                                                   | B6       |
| 39    | Pattburg/Grenze → Harrislee → ZOB                                                   | B1       |
| 100   | ZOB → Niebüll                                                                       | A5       |
| 100   | Niebüll → ZOB                                                                       | B1       |
| 110   | ZOB → Sonderburg                                                                    | A6       |
| 110   | Sonderburg → ZOB                                                                    | B1       |
| 130   | ZOB → Bredstedt                                                                     | C5       |
| 130   | Bredstedt → ZOB                                                                     | B1       |
| 150   | ZOB → Husum                                                                         | C5       |
| 150   | Husum → ZOB                                                                         | B1       |
| 640   | ZOB → Jarplund → Schleswig                                                          | C3       |
| 640   | Schleswig → Jarplund → ZOB                                                          | B1       |
| 800   | Bahnhof → ZOB → Gelting → Kappeln                                                   | B5       |
| 800   | Kappeln → Gelting → ZOB → Bahnhof                                                   | A0       |
| 810   | Bahnhof → ZOB → Wees → Streichmühle                                                 | B5       |
| 810   | Streichmühle → Wees → ZOB → Bahnhof                                                 | A0       |
| 820   | ZOB → Hürup → Husby → Langballig                                                    | A7       |
| 820   | Langballig → Husby → Hürup → ZOB                                                    | B1       |
| 830   | ZOB → Husby → Sterup → Sörup                                                        | A7       |
| 830   | Sörup → Sterup → Husby → ZOB                                                        | B1       |
| 840   | ZOB → Hürup → Satrup → Sörup                                                        | A6       |
| 840   | Sörup → Satrup → Hürup → ZOB                                                        | B1       |
| 850   | ZOB → Wielenberg → Satrup → Sörup                                                   | A6       |
| 850   | Sörup → Satrup → Wielenberg → ZOB                                                   | B1       |
| 855   | ZOB → Böklund → Schleswig                                                           | C3       |
| 855   | Schleswig → Böklund → ZOB                                                           | B1       |
| 860   | ZOB → Tarp → Eggebek                                                                | C6       |
| 860   | Eggebek → Tarp → ZOB                                                                | B1       |
| 870   | ZOB → Lindewitt                                                                     | C5       |
| 870   | C                                                                                   | B1       |
| N1    | Nachtbus: ZOB → Twedter Plack → ZOB                                                 | B3       |
| N2    | Nachtbus: ZOB → Bahnhof → Campus/UNI → Tastruper Weg → Schulze-Delitzsch-Str. → ZOB | B2       |
| N3    | Nachtbus: ZOB → Gartenstadt Weiche → Citti-Park → ZOB                               | C2       |
| N4    | Nachtbus: ZOB → Am Lachsbach → Burgplatz → ZOB                                      | C1       |

## Nebenknotenpunkte
Der ZOB blieb nicht der einzige Verkehrsknotenpunkt in Flensburg. Mit dem Twedter Plack entstand in den 1960er Jahren ein wichtiger Nebenknotenpunkt auf der Ostseite der Stadt und an Ecke Angelburger Straße/Südermarkt, dem Hafermarkt sowie dem Burgplatz existieren weitere, wichtige Nebenknotenpunkte des Busverkehrs.

## Überlegungen
Es gibt Überlegungen – angeregt unter anderem durch den Fahrgastverband Pro Bahn – an der Flensburger Hafenbahn einen neuen Personenbahnhof auf Höhe des ZOBs zu errichten. Die zentrale Lage beim ZOB wird bei diesen Vorschlägen als Vorteil betrachtet und vermutet, dass dadurch die Fahrgastzahlen erhöht werden könnten. 2015 wurde ein Gutachten zur möglichen weiteren Entwicklung des Bahnverkehrs in Flensburg veröffentlicht, das verschiedene eingereichte Optionen der Stadt genauer betrachtete. Von vier realisierbaren Planfällen enthielt einer die Kombination aus einem großen Neubau eines Fernbahnhofs in Weiche und einer kleineren Station am ZOB. Im November 2016 fiel die Entscheidung für den Verbleib des Bahnhofs an seinem heutigen Standort. Die Ratsmehrheit der Stadt Flensburg entschied, einen schon länger diskutierten Radweg auf der Bahntrasse realisieren zu wollen. Dem Ansinnen der Stadt Flensburg, die Strecke Ende 2018 zu entwidmen, verweigerte das Land Schleswig-Holstein vorerst seine Zustimmung.